# 宮島纜車
宮島纜車是位於日本廣島縣廿日市市宮島的纜車，於1959年開始營運，由廣島電鐵集團的廣島觀光開發經營管理。
宮島纜車包括兩條纜車路線
- 紅葉谷線：自紅葉谷站至榧谷站，全長1.1公里，為複線自動循環式普通纜車，每個車廂最多可乘坐8人。
- 獅子岩線：自榧谷站至獅子岩站，全長約0.5公里，為複線交差式普通纜車，每個車廂最多可乘坐30人。

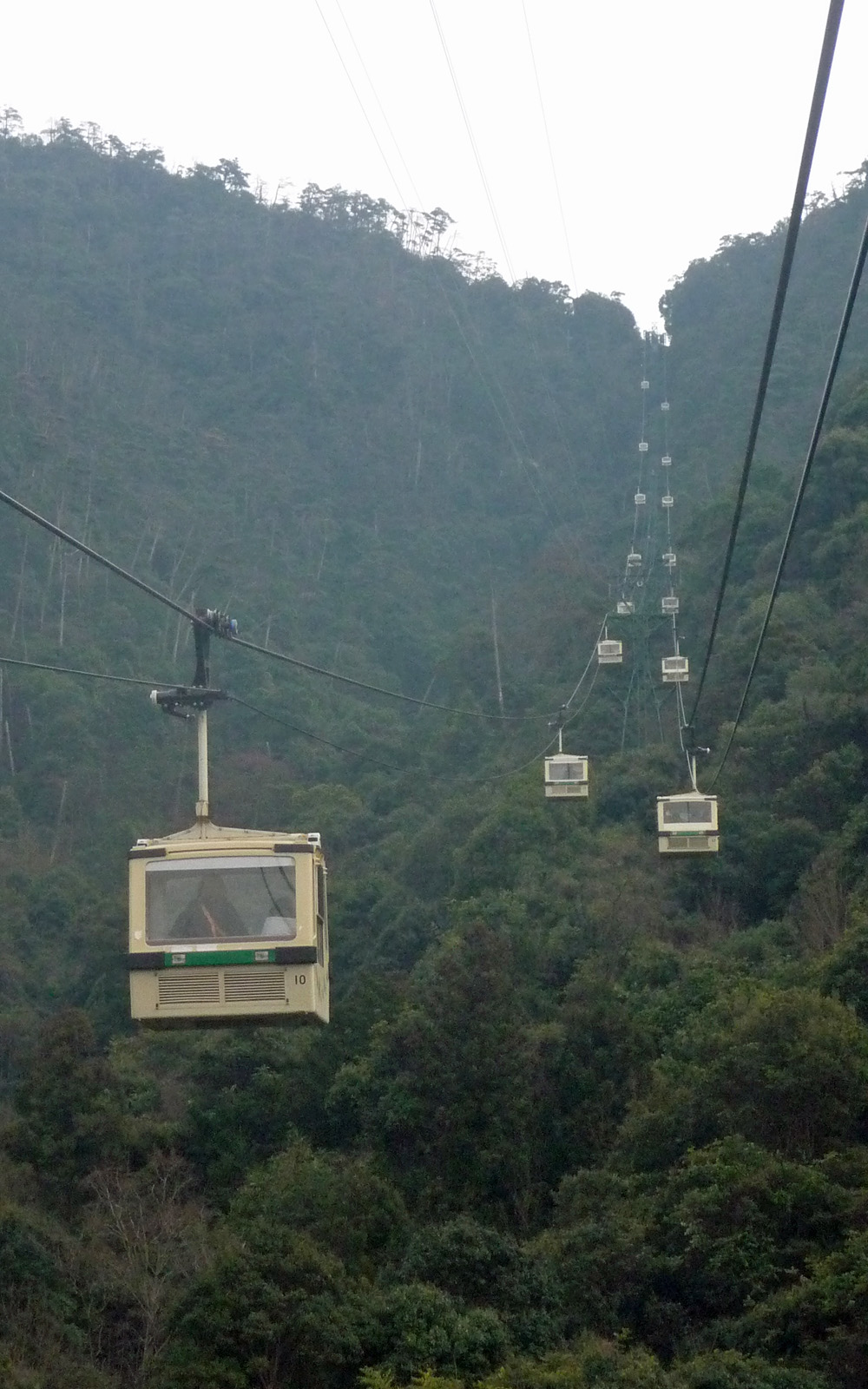
紅葉谷線纜車
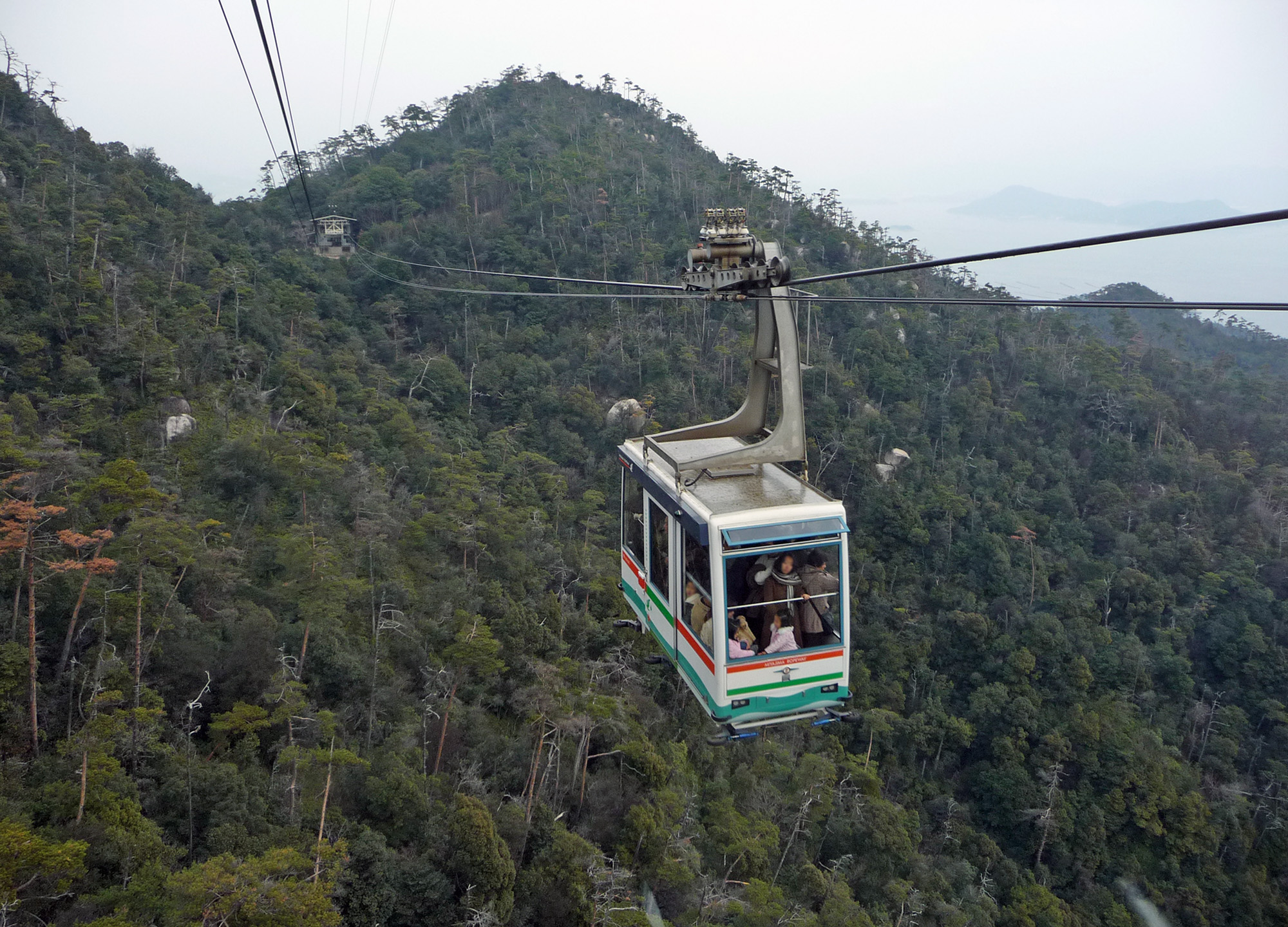
獅子岩線纜車
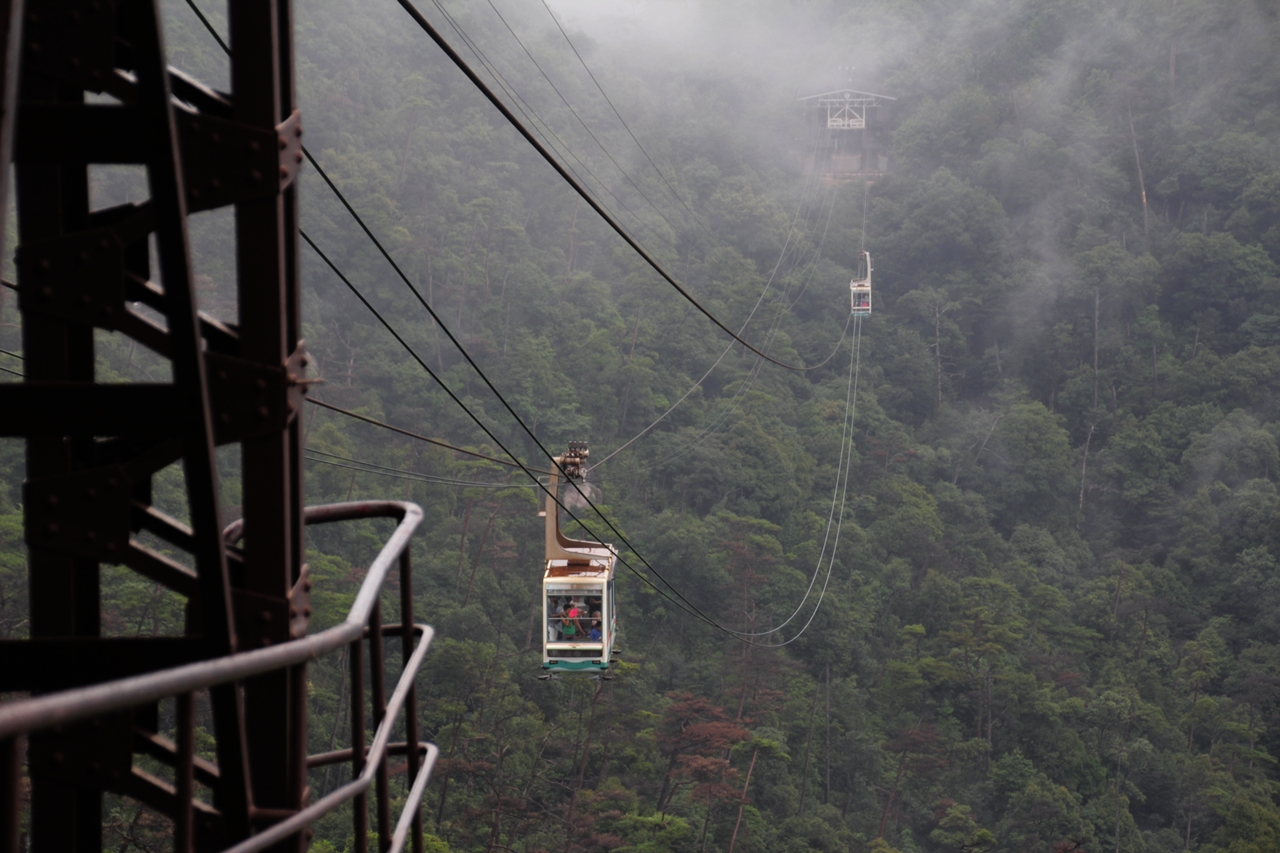
獅子岩線纜車

## 車站
- 紅葉谷站（34°17′35.9″N 132°19′36.4″E / 34.293306°N 132.326778°E）（位於紅葉谷公園內，在公園入口有提供免費接駁車至紅葉谷站）
- 榧谷站（34°17′01.8″N 132°19′41.8″E / 34.283833°N 132.328278°E）
- 獅子岩站（34°16′46.0″N 132°19′30.4″E / 34.279444°N 132.325111°E）

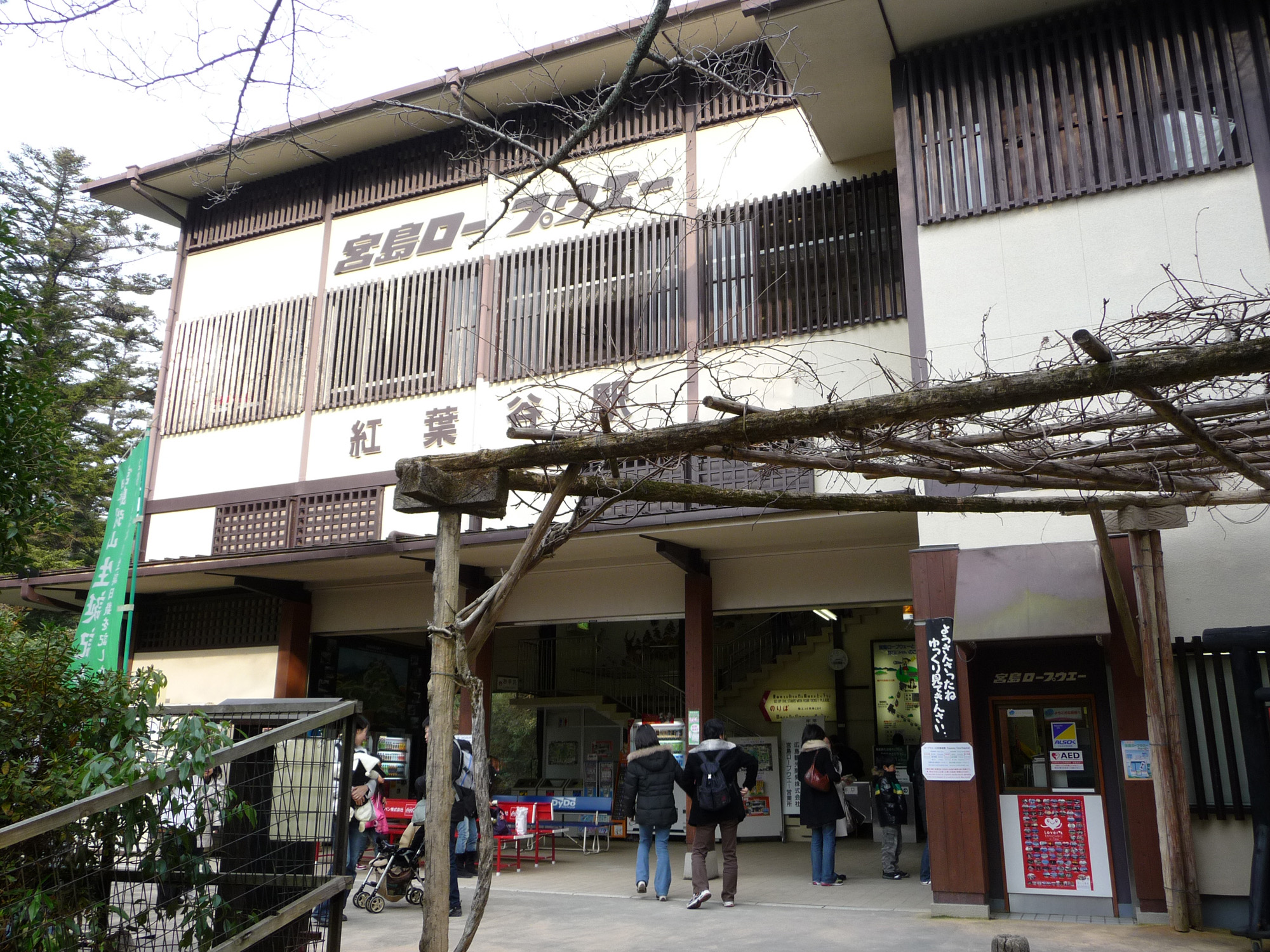
紅葉谷站
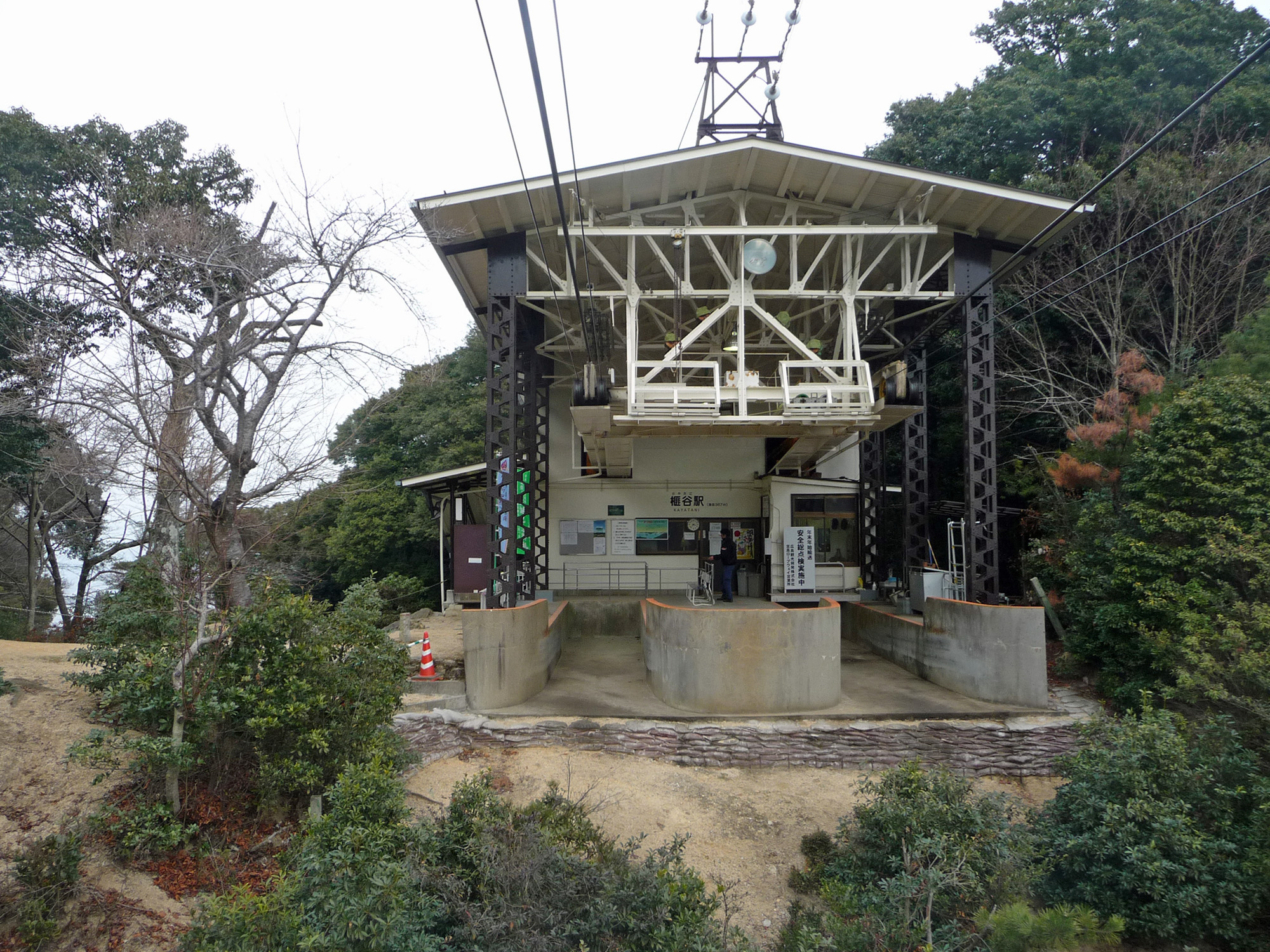
榧谷站
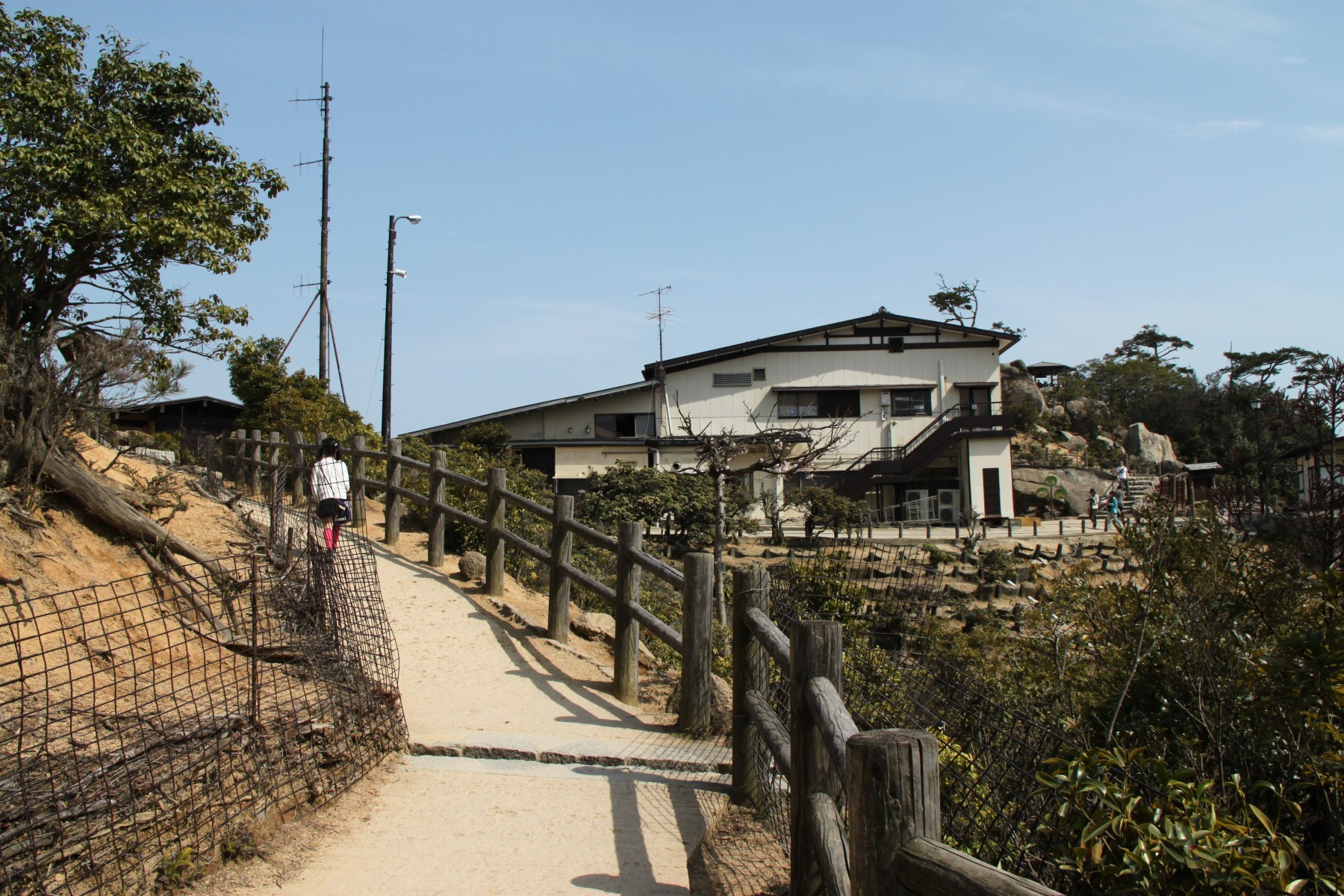
自彌山登山步道看到的獅子岩站

## 外部連結
- （日語） 宮島纜車（页面存档备份，存于）
- （日語） 宮島纜車的Facebook專頁